# Copa Cidade de Natal de 1946
A Copa Cidade de Natal de 1946 
foi uma competição realizada para celebrar a instalação do sistema de iluminação do estádio Juvenal Lamartine, em Natal, que abrigou todas as partidas. A competição, uma das primeiras de cunho regional no Brasil e no Nordeste, contou com representantes dos estados de Pernambuco, Paraíba, Ceará e do anfitrião Rio Grande do Norte. Todas as partidas foram realizadas em Natal, tendo a disputa sido iniciada em 1946 e concluída em 1947, com as partidas finais do torneio, citado à época em meios informativos pelo nome de Torneio do Nordeste. A competição foi organizada pela  Federação Norte-rio-grandense de Futebol - FNF.

## Clubes participantes
- América-RN
- Fortaleza
- Treze
- América-PE

## Regulamento
Foi jogada uma série de partidas entre as equipes participantes para a seleção dos dois finalistas do torneio. Na primeira fase, três delas terminaram empatadas em pontos. Pelo critério do número de gols marcados, duas das três equipes empatadas, América-RN e Treze, tiveram que jogar uma semifinal (em melhor de quatro pontos), em maio do ano seguinte, para então enfrentar o Fortaleza, que ficou à espera. A final também foi realizada em dois jogos, no mesmo mês da semifinal.

## Primeira fase
| Time 1     | Placar | Time 2     | Data                |
| ---------- | ------ | ---------- | ------------------- |
| América-RN | 5-1    | Treze      | 13 de julho de 1946 |
| Fortaleza  | 5-4    | América-PE | 14 de julho de 1946 |
| Treze      | 4-2    | Fortaleza  | 16 de julho de 1946 |
| América-RN | 1-2    | Fortaleza  | 18 de julho de 1946 |
| Treze      | 3-0    | América-PE | 19 de julho de 1946 |
| América-RN | 2-1    | América-PE | 20 de julho de 1946 |

| Pos | Equipes    | Pts | J | V | E | D | GP | GC | SG |
| --- | ---------- | --- | - | - | - | - | -- | -- | -- |
| 1   | Fortaleza  | 4   | 3 | 2 | 0 | 1 | 9  | 9  | 0  |
| 2   | América-RN | 4   | 3 | 2 | 0 | 1 | 8  | 4  | +4 |
| 3   | Treze      | 4   | 3 | 2 | 0 | 1 | 8  | 7  | +1 |
| 4   | América-PE | 0   | 3 | 0 | 0 | 3 | 5  | 10 | -5 |

## Semifinal
| Time 1     | Placar | Time 2 | Data              |
| ---------- | ------ | ------ | ----------------- |
| América-RN | 4-3    | Treze  | 1 de maio de 1947 |
| América-RN | 1-2*   | Treze  | 4 de maio de 1947 |

* Nota: A equipe do Treze abandonou o campo aos 85 minutos de jogo, protestando a marcação de um pênalti contra. O América-RN foi declarado vencedor do confronto.

## Final
| Time 1     | Placar | Time 2    | Data               |
| ---------- | ------ | --------- | ------------------ |
| América-RN | 2-2    | Fortaleza | 18 de maio de 1947 |
| América-RN | 1-3    | Fortaleza | 21 de maio de 1947 |

| Campeão da Copa Cidade de Natal de 1946 | Campeão da Copa Cidade de Natal de 1946 |
| --------------------------------------- | --------------------------------------- |
| Fortaleza                               |                                         |